# (5642) Боббиуильямс
(5642) Боббиуильямс (лат. Bobbywilliams) — медленно вращающийся астероид, относящийся к группе астероидов пересекающих орбиту Марса и принадлежащий к спектральному классу A. Он был открыт 27 июля 1990 года американским астрономом Генри Хольтом в Паломарской обсерватории и назван в честь Бобби Уильямса (англ. Bobby Williams), инженера в лаборатории реактивного движения.

Орбита астероида Боббиуильямс и его положение в Солнечной системе